# Oberföhring
Oberföhring est un quartier de la ville allemande Munich, la capitale bavaroise.
Oberföhring appartient au district 13 de Munich, Bogenhausen.